# Carlos Rafael Castillo
Carlos Rafael Castillo Rosales (n. 14 de septiembre de 1977) es un futbolista guatemalteco que se desempeña en varias posiciones como delantero, defensa, lateral derecho y más conocido como mediocampista. Actualmente le puso fin al contrato con Deportivo Suchitepequez y estará con el Deportivo Nueva Concepción  además de preferencia en su camisola utiliza el número 30.

## Clubes
| Club                                  | País      | Año             |
| ------------------------------------- | --------- | --------------- |
| Juventud Retalteca                    | Guatemala | 2000            |
| Club Social y Deportivo Municipal     | Guatemala | 2000 - 2003     |
| Xelajú Mario Camposeco                | Guatemala | 2004 - 2007     |
| Club Social y Deportivo Suchitepequez | Guatemala | 2007 - 2010     |
| Club Social y Deportivo Municipal     | Guatemala | 2010 - 2011     |
| Juventud Retalteca                    | Guatemala | 2011 - 2012     |
| Club Social y Deportivo Suchitepequez | Guatemala | 2012 - 2013     |
| Deportivo Nueva Concepción            | Guatemala | 2014 - presente |

## Goles internacionales
Las puntuaciones y de la lista de resultados en la selección de Guatemala cuenta desde el primer gol.
| No. | Fecha                    | Lugar                                  | Rival                | Marcador | Resultado | Competición           |
| --- | ------------------------ | -------------------------------------- | -------------------- | -------- | --------- | --------------------- |
| 1   | 13 de febrero de 2005    | Lockhart Stadium, Four Lauderdale, EUA | Haití                | 1-0      | 1-0       | Partido amistoso      |
| 2   | 14 de septiembre de 2010 | Estadio Mateo Flores Guatemala         | Santos Laguna México | 1-0      | 1-0       | Campeones de concacaf |

- Datos: Q5041915